# Globos de Ouro 2005
Die 10. Verleihung des Globo de Ouro fand am 17. April 2005 im Coliseu dos Recreios in Lissabon statt. Der Gala-Abend wurde von Sílvia Alberto, Herman José und Fátima Lopes moderiert und vom mitveranstaltenden Fernsehsender SIC übertragen.
Erstmals wurden auch Preise in den Kategorien Wirtschaft, Künste, Wissenschaft und Sport vergeben.
Den Globo de Ouro, für ihre Leistungen im Jahr 2004, erhielten im Jahr 2005 folgende Persönlichkeiten:

## Auszeichnungen nach Kategorien

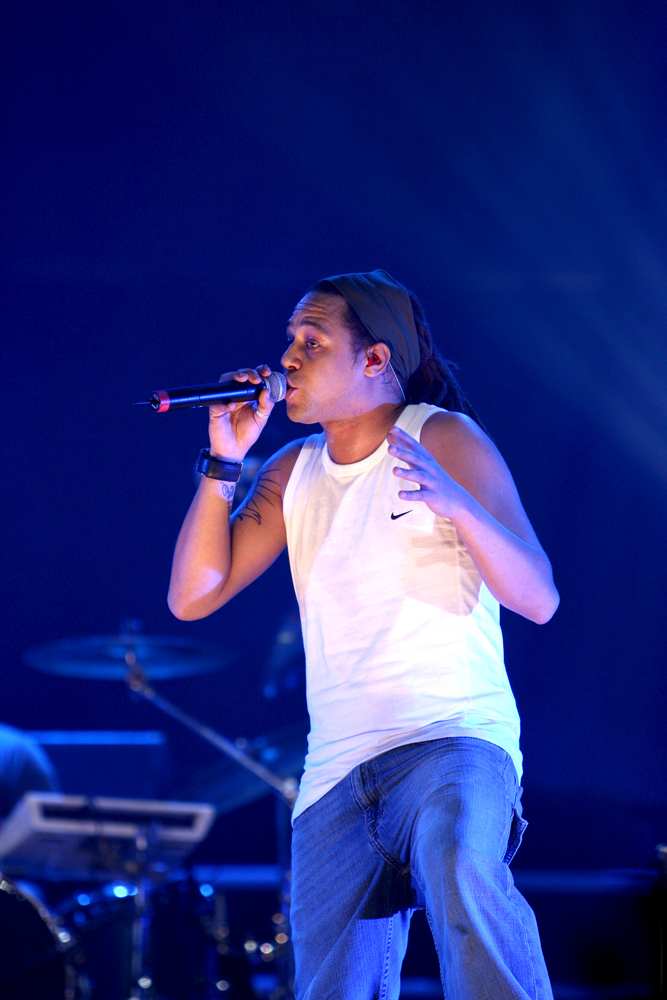
Da Weasel

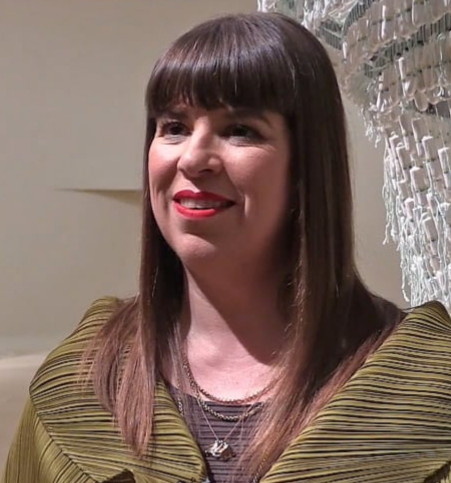
Joana Vasconcelos

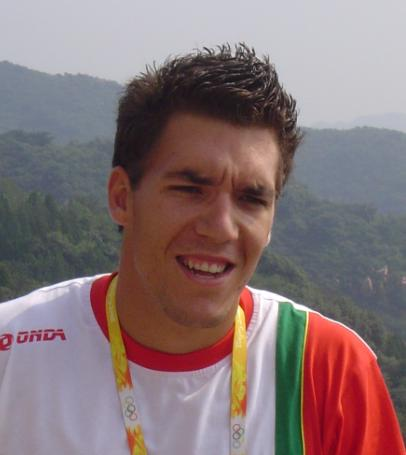
Emanuel Silva

### Kino
- Bester Film: Noite Escura von João Canijo (Regisseur), Paulo Branco (Produzent)
- Beste Schauspielerin: Beatriz Batarda für Noite Escura und A Costa dos Murmúrios (Regie: Margarida Cardoso)
- Bester Schauspieler: Nicolau Breyner fürO Milagre segundo Salomé und Kiss Me

### Musik
- Bester Einzelinterpret: Rodrigo Leão (für das Album Cinema)
- Beste Gruppe: Da Weasel (für das Album Re-Definições)
- Bestes Lied: Re-Tratamento, Re-Definições (Da Weasel)

### Theater
- Beste Schauspielerin: Cucha Carvalheiro (im Stück A Cabra, ou Quem é Sílvia)
- Bester Schauspieler: Miguel Seabra (im Stück Endgame)
- Beste Aufführung:  Endgame (Inszenierung Bruno Bravo)

### Wirtschaft
- Entdeckung: Moez Sacoor
- Anerkennung und Verdienst: Jardim Gonçalves

### Künste
- Entdeckung: Joana Vasconcelos
- Anerkennung und Verdienst: António Lobo Antunes

### Wissenschaft
- Entdeckung: Paula Ravasco
- Anerkennung und Verdienst: Carlos Fiolhais

### Sport
- Entdeckung: Emanuel Silva
- Anerkennung und Verdienst: José Mourinho